# Voxan Charade
Pour les articles homonymes, voir Charade (homonymie).
La Charade Racing est un modèle de moto, produit par la firme française Voxan.
La Charade Racing est présentée officiellement au salon de la moto de Paris d'octobre 2005. 
Comme la Black Magic,dont elle est dérivée, ou le Roadster, la Charade a bénéficié du coup de crayon du designer Sacha Lakic. 
La Charade reprend le nom d'un circuit automobile du Puy-de-Dôme.
Esthétiquement, la Charade racing diffère de la Black Magic par l'adoption d'un carénage tête de fourche et d'un sabot moteur.
Le cadre poutre se compose de deux tubes. Les parties avant et arrière sont moulées et assemblées par vis.

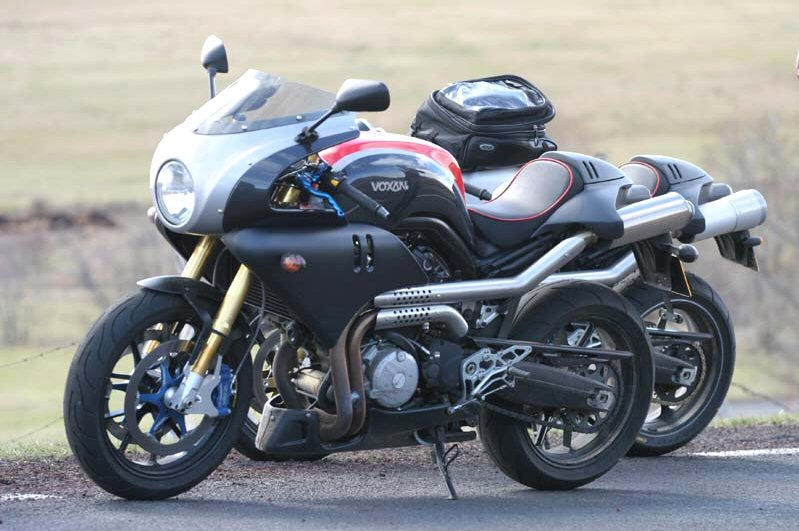
Voxan Charade Racing, modèle de présérie

L'équipement est meilleur que celui de la Black Magic. L'amortisseur estampillé Bos Engineering est placé sous le moteur et travaille en compression.

La fourche inversée Paioli est réglable en compression et détente hydraulique.
Le freinage est confié à Beringer, avec l'adoption d'étriers et de maîtres cylindres radiaux.
L'échappement provient de chez Remus. Les jantes signées Marchesini de 3,5 et 5,5 par 17 pouces sont chaussées en première monte de pneus Michelin Pilot Power.
Sur le modèle de présérie, les frettes de disques, les étriers, le levier de frein avant sont bleus, alors que sur les modèles produits en série, cet ensemble est rouge.